# Schloss Ödmiesbach

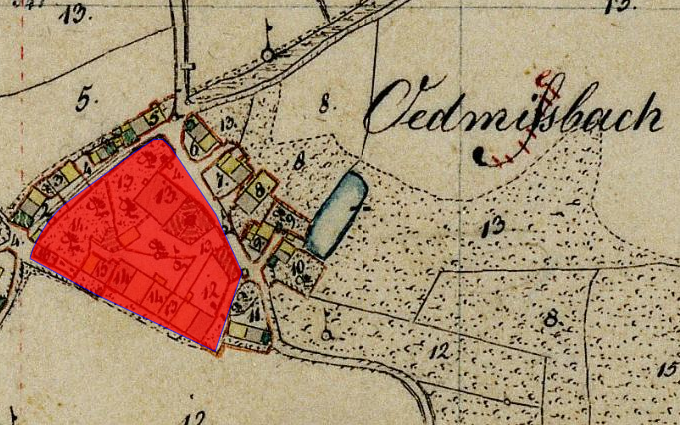
Lageplan des Schloss Ödmiesbachauf dem Urkataster von Bayern

Das abgegangene Schloss Ödmiesbach lag in Ödmiesbach, einem Ortsteil der oberpfälzischen Gemeinde Teunz im Landkreis Schwandorf. „Untertägige Befunde des abgegangenen frühneuzeitlichen Schlosses Ödmiesbach“ werden als Bodendenkmal unter der ktennummer D-3-6440-0081 geführt.

## Geschichte
Die Landgrafen von Leuchtenberg hatten nach dem ältesten Leuchtenberger Lehensbuch (1396/99) die Patronanz über Teunz. Unter den Leuchtenberger Lehensträgern wird auch ein Friedrich Teunzer genannt, zu dessen Lehen gehörten „das gut, da er auf siczt und den zehend der daraus gehört, chlain und gross den halben zehend in dem Mispach (= Ödmiesbach) und die smitstat zu Deyncz (= Teunz)“. Ab 1494 erscheint der Name der Teunzer nicht mehr. Nachfolger auf all ihren Lehen wurden die Pertolzhofer. Ödmiesbach war nach Teunz eingepfarrt.
Bis 1604 war das Gut Ödmiesbach Bestandteil der Hofmark Fuchsberg, die ab 1518 in der Hand der Sazenhofen war. Ödmiesbach wurde aber am 16. November 1604 zu einem eigenständigen Landsassengut im Amt Tännesberg erhoben. Aus der Aufteilung des Sazenhofen Erbes über Fuchsberg erhielt Jobst Sigmund von Sazenhofen 1606 das Landsassengut Ödmiesbach, das mit dem benachbarten Gutenfürst verbunden war. In der Nachfolge seines Vaters ist 1652 Hanns Tobias von Sazenhofen als oberpfälzischer Landsasse auf Ödmiesbach immatrikuliert. Als weitere Besitzer können genannt werden: Hans Andreas von Sazenhofen (1676, 1693/94), dann dessen Witwe und Erben (1699), der dänische Oberstleutnant Friedrich Ulrich von Donop (1708/09), August Anton von Gundel (1711/1715), Johann Leonhard von Donndorf (1714/1724), Johann Peter Strigler (1724), dann seine Witwe Cäcilie Strigler (1751). Der Sohn Joseph Aron Strigler, der sich nach seiner Erhebung in den Adelsstand Strigler von Löwenberg nannte, zahlte seine beiden Brüder aus und wurde Alleininhaber von Ödmiesbach (1755). 1767 musste er Ödmiesbach an seinen Bruder Alois Sigmund Franz Strigler abtreten; da dieser aber die vereinbarte Kaufsumme nicht bezahlen konnte, fiel der Besitz wieder an Joseph Aron Strigler von Löwenberg zurück. Am 25. Februar 1770 konnte dieser Ödmiesbach mit Gutenfürst und Steinach im Tausch gegen das Gut Döllnitz an Ignaz Anton Mariophilus Falkner von Sonnenburg, Gerichtsschreiber von Treswitz, verkaufen. Dieser überließ 1792 seinen Besitz seinem Sohn Johann Niklas von Sonnenburg. Am 16. Juli 1822 stellte dieser einen Antrag auf Errichtung eines Patrimonialgerichts Gutenfürst (ident mit Ödmiesbach und Steinach) und am 10. April 1812 wurde er in diese Rechte eingesetzt. Nach der Neuregelung der adeligen Gerichtsbarkeit von 1818 wurde am 24. April 1821 das Sonnenbergsche Patrimonialgericht II. Klasse Ödmiesbach genehmigt. Ihm folgte Kajetan von Sonnenburg nach. Dessen Sohn Johann Baptist Max von Sonnenburg geriet in schwere Verschuldung und musste 1830 allen Besitz an seine Gläubiger verkaufen. Die Patrimonialgerichtsbarkeit wurde aufgehoben und die Untertanen wurden am 22. Mai 1830 dem Landgericht Neunburg vorm Wald unterstellt. Bereits 1828 hatte er, um die kostspielige Lehenssequestration zu vermeiden, dem Heimfall des Lehens an den Landesherrn zugestimmt. 1834 beantragte er ein Gnadengehalt beim König, der Antrag wurde 1837 abgewiesen.

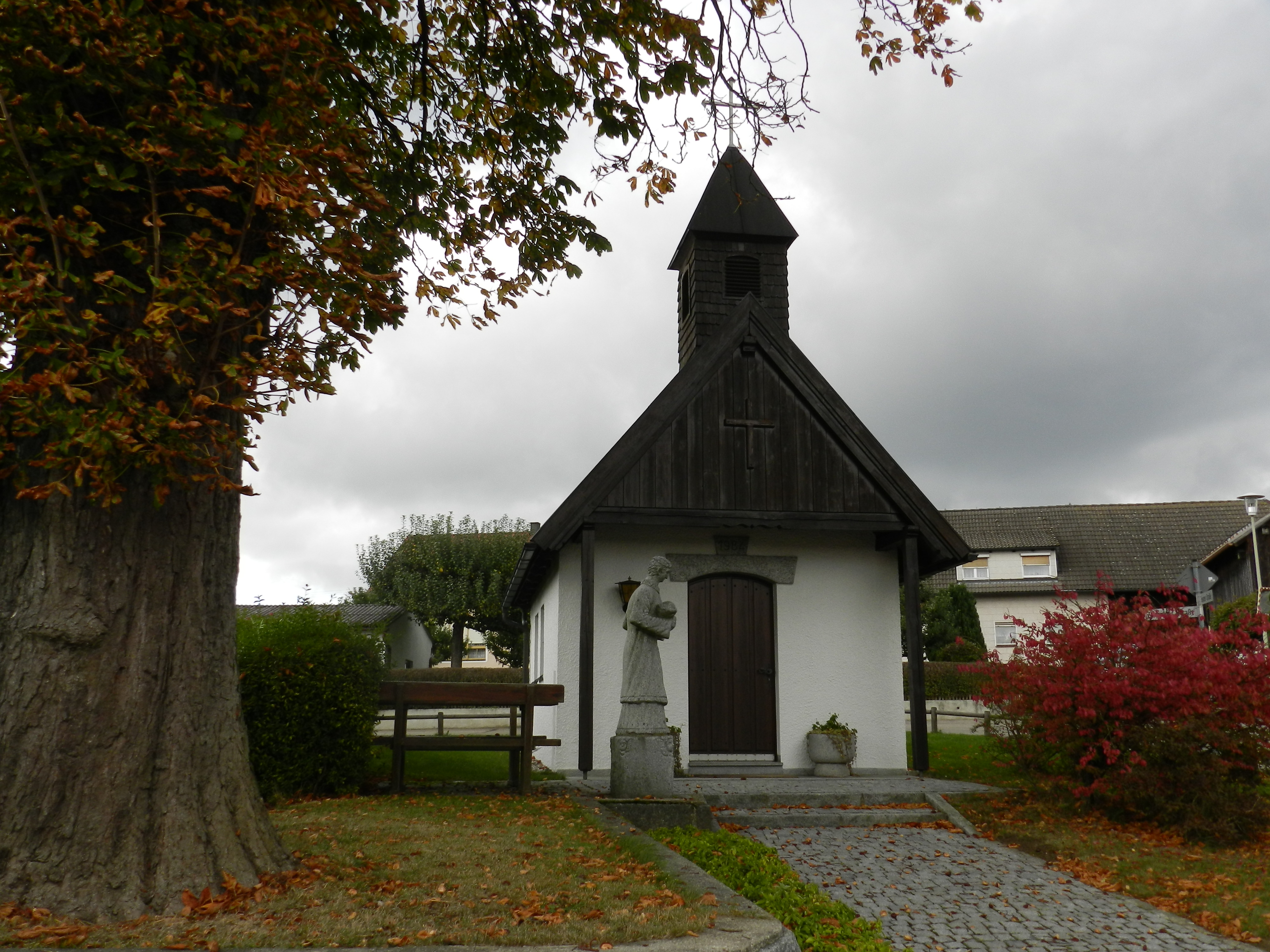
Dorfkapelle von Ödmiesbach

## Beschreibung
Das Schloss lag in der Ortsmitte von Ödmiesbach, wobei sich das Schlossareal zwischen Zeinrieder und Teunzer Straße erstreckte. Nachdem die Besitzungen in Ödmiesbach 1830 zertrümmert worden waren und der letzte Hofmarksbesitzer verstorben war, verfiel das Schloss und wurde nach und nach abgebrochen. Das Schlossareal ist heute durch mehrere Häuser (Ödmiesbach 1, 3, 4, 6, 8, 12) überbaut. In seiner Nordecke liegt die Dorfkapelle.